# Ахва Арабэ
«Ахва Арабэ» — израильская футбольная команда из израильского населённого пункта Аррабе в Галилее. Играет в Национальной футбольной лиге (Лига леумит).
Команда создана в 2000 году и показала поразительный прогресс. В 2008 команда уже начала играть в Национальной футбольной лиге.
Сезон 2009/10 годов команда завершила в середине турнирной таблицы Национальной лиги.
Сезон 2010/11 команда начала с тяжелейшими финансовыми проблемами, из-за чего ещё до начала первенства у команды сняли 10 очков. Надежды на успех в нынешнем[уточнить] сезоне команда связывает с именем нового главного тренера Альберта Соломонова.